# SKハイニックス

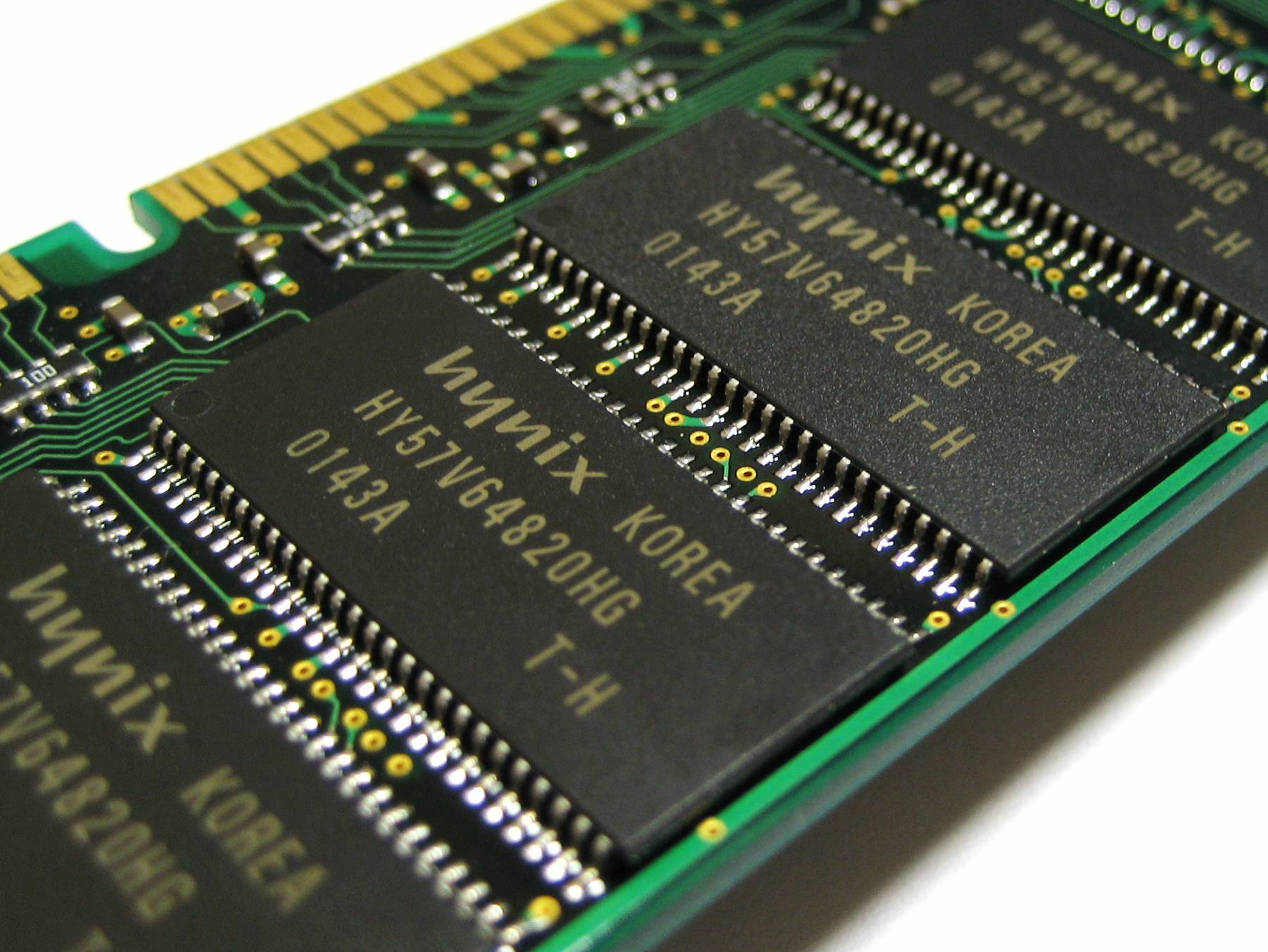
ハイニックス製HY57V64820HG型SDRAMチップ

SKハイニックス株式会社（エスケイハイニックス）は韓国の半導体製造会社。2012年3月にハイニックス半導体から社名を変更した。同国の財閥SKグループに属する。
DRAMが収益の80パーセントを占めている(2018-2Q決算)

## 概要
SKハイニックスは韓国内でサムスン電子に次いで、2位の半導体メーカーである。主力製品はDRAMとNAND型フラッシュメモリであり、その他に種類の半導体も製造している。2017年時点で収益の9割をDRAMで稼いでいる。
現代グループの電機部門として創業し、アジア通貨危機後には半導体の製造に特化。LGグループの半導体事業と経営統合を果たすも、2001年に経営破綻し、政府系金融機関からの資金援助を受け債権銀行団の管理下に入った。
その後、経営再建は一段落し、2010年ごろから債権銀行団は保有するハイニックス株の売却先を探していたが、2011年11月に通信大手、SKテレコム傘下に入ることが決まり、2012年3月にSKハイニックスに社名変更した。
NAND型フラッシュメモリ分野の技術力確保のため、1990年代から東芝と技術提携を通じ、該当分野の技術力強化を目指している。東芝に提訴されたこともあるが、両社は毎回和解に合意している（東芝研究データ流出事件）。2017年にキオクシアの買収に参画することで、技術提携関係を更に深くする考えを示した。
2010年代後半の半導体不況が続く中、設備投資を盛んに行っており、2018年までに清州市に約20兆ウォンを投じて6万平方メートル規模の工場を新設したほか、2019年4月までに中華人民共和国江蘇省の無錫半導体工場に9500億ウォン以上を投じて新工場を稼働させている。
2019年9月、東京都内にCMOSイメージセンサーの開発拠点を設立した。
2020年10月に米インテルのNANDフラッシュメモリ事業を9500億円で買収することを発表した。

## 相殺関税
2006年1月27日以降、ハイニックスの韓国国内の工場で前工程を行ったDRAMに対しては、日本国内に輸入する際に27.2%の相殺関税が賦課されていた。これは2009年4月に撤廃された。
同社は2001年から2002年の経営不振時に、韓国政府の指示のもと金融機関から資金的援助を受けていたとされており、これがWTO協定や国内法に規定されている「違法な輸出補助金に相当する」と判断されている。
同様の相殺関税は、欧州連合とアメリカ合衆国が2003年以降それぞれ34.8%、44.29%を課している。なおEUは2008年4月に関税撤廃した。なお世界貿易機関の上級委員会は、2007年12月17日に「日本の相殺関税は違法だ」として是正勧告を出している。
相殺関税の発動以降、ハイニックスは同社の中華人民共和国・アメリカの工場および台湾の製造委託先で、前工程が行われたものを主に日本国内で流通させている。これらのDRAMには相殺関税はかけられていない。またパーソナルコンピュータなどの機器に組み込んだ状態で輸入されたDRAMについても、相殺関税の対象になっていない。

## SKハイニックス・ジャパン

### 企業情報
- 住所：東京都港区虎ノ門4-3-1城山トラストタワー23階、大阪市東淀川区東中島1-19-4（住友生命ビル新大阪東口ビル８F）
- 決算：12月 31日
- 資本：10億円
- 事業：輸出入及び販売

### 日本での売上高[7]
- 2021年 - 707億7700万円
- 2022年 - 728億9600万円

## ハイニックスの歴史
- 1983年 - 現代電子産業設立
- 1996年 - 現代電子産業ジャパン 設立
- 1999年 - LG半導体を吸収合併
- 2001年
  - ハイニックス半導体に社名変更
  - 現代グループから分離
  - 債権金融機関の共同管理開始
- 2005年 - 債権金融機関の共同管理早期終了
- 2012年 - SKハイニックスに社名変更

## 任天堂製ゲーム機・ソフトの輸入販売

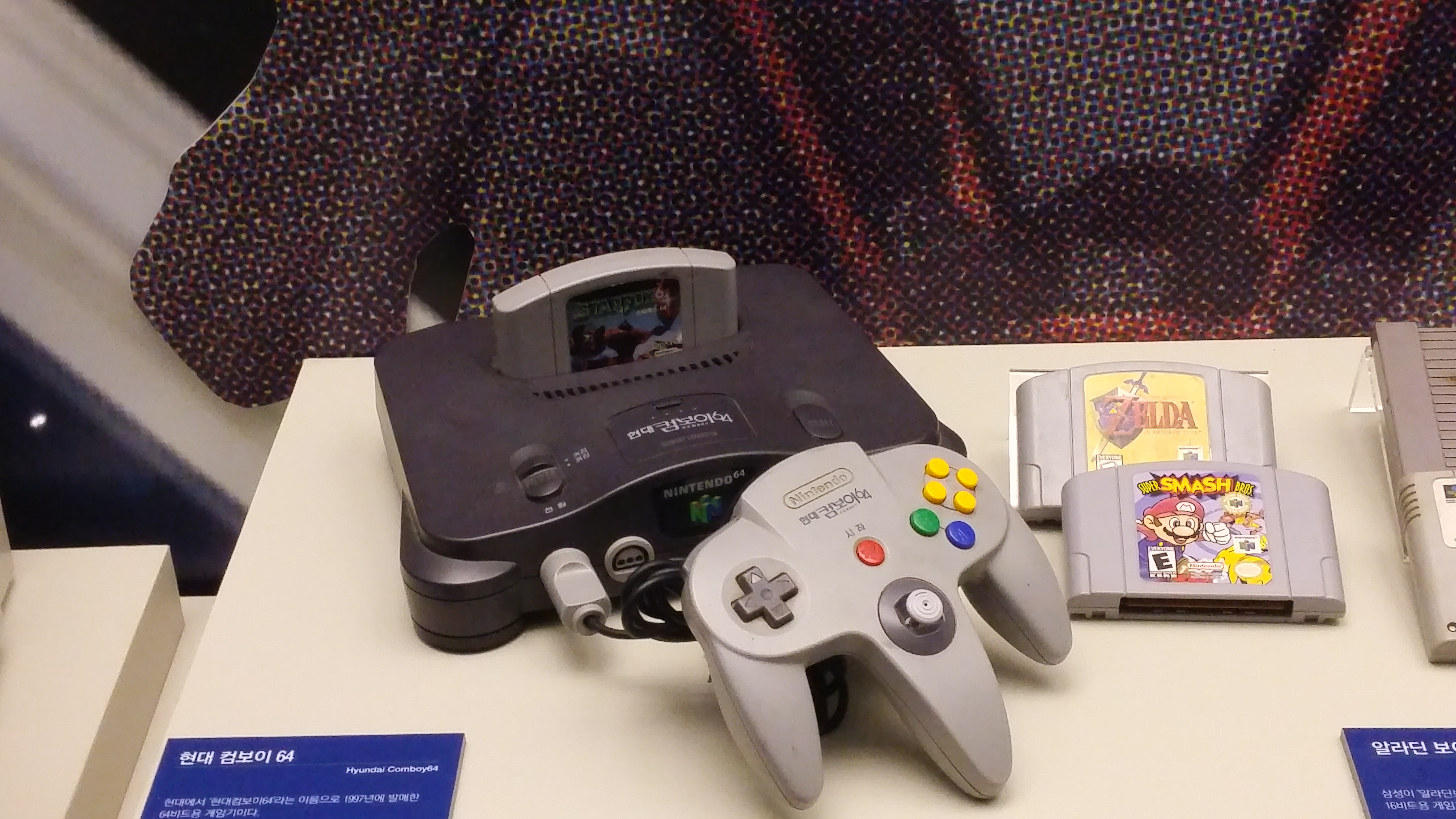
韓国版NINTENDO 64｢ヒョンデ・コンボイ64｣。

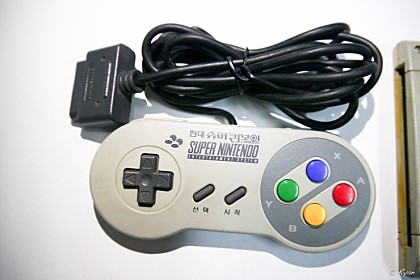
韓国版スーパーファミコン｢ヒョンデ・スーパーコンボイ｣のコントローラー。

1989年に任天堂が韓国進出するにあたって、当時の韓国政府が日本製ゲーム機及び、日本製ゲームソフトを含むソフトウェアの輸入制限を行っていたため、韓国製品扱いにしてこれらの規制をクリアするために、任天堂と現代電子産業とがライセンス契約を結び、現代電子ブランドで韓国内で任天堂製ゲーム機とゲームソフトを1999年まで輸入販売したことがある。商品には独自の名前が併記されているが、同時期のセガとサムスン電子との提携とは異なり、独自でライセンス生産はせず、任天堂の日本あるいは中国の工場で生産されたものである。そのためいずれも任天堂が付けた原題と併記されている。
1999年に現代電子産業と任天堂とのライセンス契約を解消し輸入販売から撤退、撤退後に韓国内で発売されたゲームボーイカラー・ニンテンドー ゲームキューブ以降の任天堂製ゲーム機・ゲームソフトは任天堂が直接販売を行い、ソフトウェア輸入制限全面解禁（2004年）後の2006年には任天堂が韓国法人を立ち上げている。

### 携帯ゲーム機
- ゲームボーイ→ヒョンデ・ミニ・コンボイ（HYUNDAI MINI COMBOY）

### 据置ゲーム機
- Nintendo Entertainment System（NES、海外版ファミリーコンピュータ）→ヒョンデ・コンボイ（HYUNDAI COMBOY）- 1989年発売。筐体は北米・ヨーロッパ版のNESと同一であり、韓国と同じNTSC方式である北米向けのゲームソフトが使用できると推測される。よって日本版ファミコンとは互換性がない。
- Super Nintendo Entertainment System（SNES、日本名スーパーファミコン）→ヒョンデ・スーパーコンボイ（HYUNDAI SUPER COMBOY）- 1992年発売。筐体形状及び放送方式(NTSC)が同じ日本版スーパーファミコン用ソフトが使用できる。(欧州版はPAL方式、北米版は筐体が異なるため使用できない。)
- NINTENDO 64→ヒョンデ・コンボイ64（HYUNDAI COMBOY64）- 1997年発売。NTSC方式の日本版ゲームソフトが使用できる。NINTENDO64の発売初期の全世界における販売不振と、韓国での発売直後に起きたアジア通貨危機による韓国経済の大不況、そして前述の輸入規制の緩和（任天堂を含む日本企業の韓国への直接進出が可能になる状況）が重なり、1999年に現代電子産業は任天堂商品の輸入販売から撤退した。

### 互換アダプター
- スーパーゲームボーイ→ヒョンデ・スーパーミニコンボイ（HYUNDAI SUPER MINI COMBOY）